# Risbecia ghardaqana
Risbecia ghardaqana is een zeenaaktslak die behoort tot de familie van de Chromodorididae. Deze slak komt voor in het noordoosten van de Indische Oceaan (de kusten van Thailand en Myanmar) en in de Rode Zee, op een diepte van 5 tot 25 meter. De soort kan worden verward met de Hypselodoris bullocki.
De slak is crèmekleurig met gele vlekken. De mantelrand bestaat uit een diepblauwe tot paarse lijn. De rinoforen zijn kort en roodachtig paars. Ze wordt, als ze volwassen is, zo'n 55 mm lang. 